# MLB Seizoen 2021
Het MLB Seizoen 2021, is het 120e seizoen van de Major League Baseball. Het voorseizoen, ook wel Spring Training begon op 28 februari en eindigde op 30 maart 2021. Het reguliere seizoen startte op 1 april en eindigde op 3 oktober. De 91e Major League Baseball All-Star Game werd gespeeld op 13 juli 2021 in het stadion van de Colorado Rockies, namelijk Coors Field. Het naseizoen, of te wel Postseason begon op 5 oktober. De eerste World Series wedstrijd werd gespeeld op 26 oktober en na 6 gespeelde wedstrijden, op 2 november 2021, gewonnen door de Atlanta Braves.

## Teams

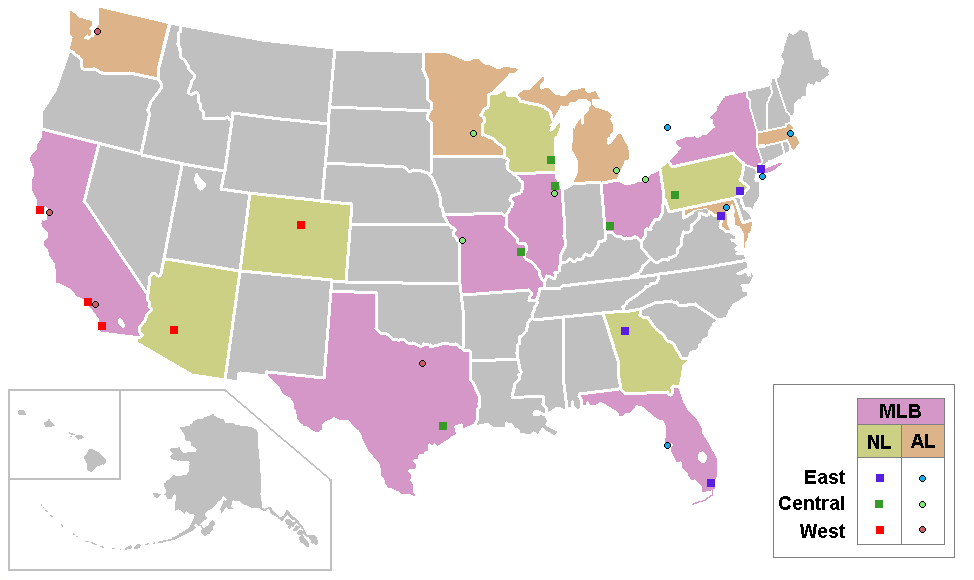
Thuisbasis huidige MLB-teams

De MLB competitie telt 30 teams. Er zijn twee leagues, namelijk de American League en de National League. Iedere league bestaat uit 15 teams. Deze zijn op zich weer verdeeld in 3 divisies van vijf teams (East, Central en West).

### American League 2021
| Divisie | Team               | Stad                     | Stadion                     |
| ------- | ------------------ | ------------------------ | --------------------------- |
| East    | Baltimore Orioles  | Baltimore, Maryland      | Oriole Park at Camden Yards |
| East    | Boston Red Sox     | Boston, Massachusetts    | Fenway Park                 |
| East    | New York Yankees   | Bronx, New York          | Yankee Stadium              |
| East    | Tampa Bay Rays     | St. Petersburg, Florida  | Tropicana Field             |
| East    | Toronto Blue Jays  | Toronto, Ontario, Canada | Rogers Centre               |
| Central | Chicago White Sox  | Chicago, Illinois        | Guaranteed Rate Field       |
| Central | Cleveland Indians  | Cleveland, Ohio          | Progressive Field           |
| Central | Detroit Tigers     | Detroit, Michigan        | Comerica Park               |
| Central | Kansas City Royals | Kansas City, Missouri    | Kauffman Stadium            |
| Central | Minnesota Twins    | Minneapolis, Minnesota   | Target Field                |
| West    | Houston Astros     | Houston, Texas           | Minute Maid Park            |
| West    | Los Angeles Angels | Anaheim, Californië      | Angel Stadium of Anaheim    |
| West    | Oakland Athletics  | Oakland, Californië      | Oakland Coliseum            |
| West    | Seattle Mariners   | Seattle, Washington      | T-Mobile Park               |
| West    | Texas Rangers      | Arlington, Texas         | Globe Life Field            |

### National League 2021
| Divisie | Team                  | Stad                       | Stadion                  |
| ------- | --------------------- | -------------------------- | ------------------------ |
| East    | Atlanta Braves        | Atlanta, Georgia           | Truist Park              |
| East    | Miami Marlins         | Miami, Florida             | LoanDepot Park           |
| East    | New York Mets         | Queens, New York           | Citi Field               |
| East    | Philadelphia Phillies | Philadelphia, Pennsylvania | Citizens Bank Park       |
| East    | Washington Nationals  | Washington, D.C.           | Nationals Park           |
| Central | Chicago Cubs          | Chicago, Illinois          | Wrigley Field            |
| Central | Cincinnati Reds       | Cincinnati, Ohio           | Great American Ball Park |
| Central | Milwaukee Brewers     | Milwaukee, Wisconsin       | American Family Field    |
| Central | Pittsburgh Pirates    | Pittsburgh, Pennsylvania   | PNC Park                 |
| Central | St. Louis Cardinals   | St. Louis, Missouri        | Busch Stadium            |
| West    | Arizona Diamondbacks  | Phoenix, Arizona           | Chase Field              |
| West    | Colorado Rockies      | Denver, Colorado           | Coors Field              |
| West    | Los Angeles Dodgers   | Los Angeles, Californië    | Dodger Stadium           |
| West    | San Diego Padres      | San Diego, Californië      | Petco Park               |
| West    | San Francisco Giants  | San Francisco, Californië  | Oracle Park              |

## Regulier Seizoen & Eindstanden

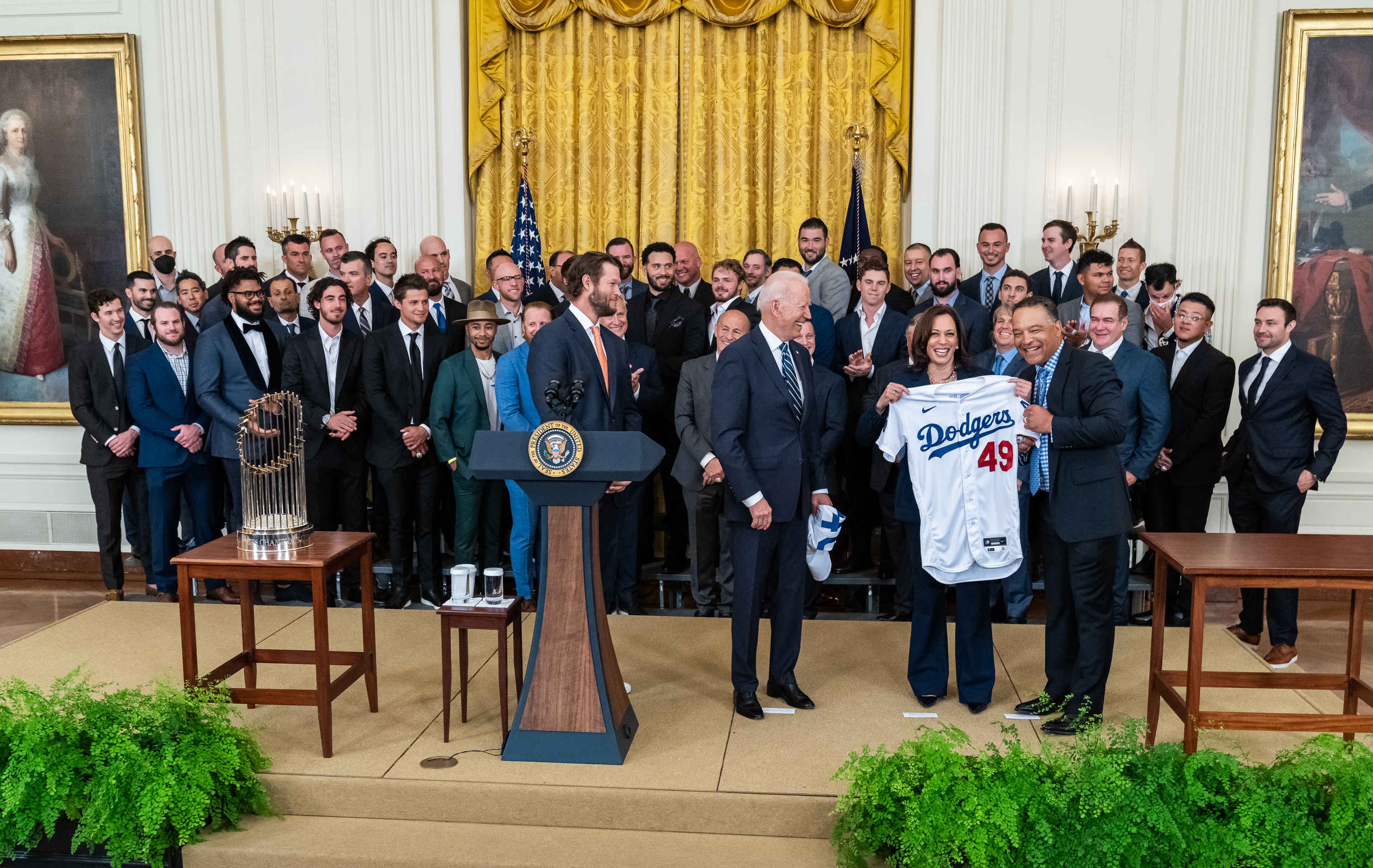
President Joe Biden kijkt toe hoe Vice President Kamala Harris een shirt ontvangt van de Los Angeles Dodgers, de World Series winnaar van 2020. Zij werden op 2 juli 2021 ontvangen in de East Room van het Witte Huis

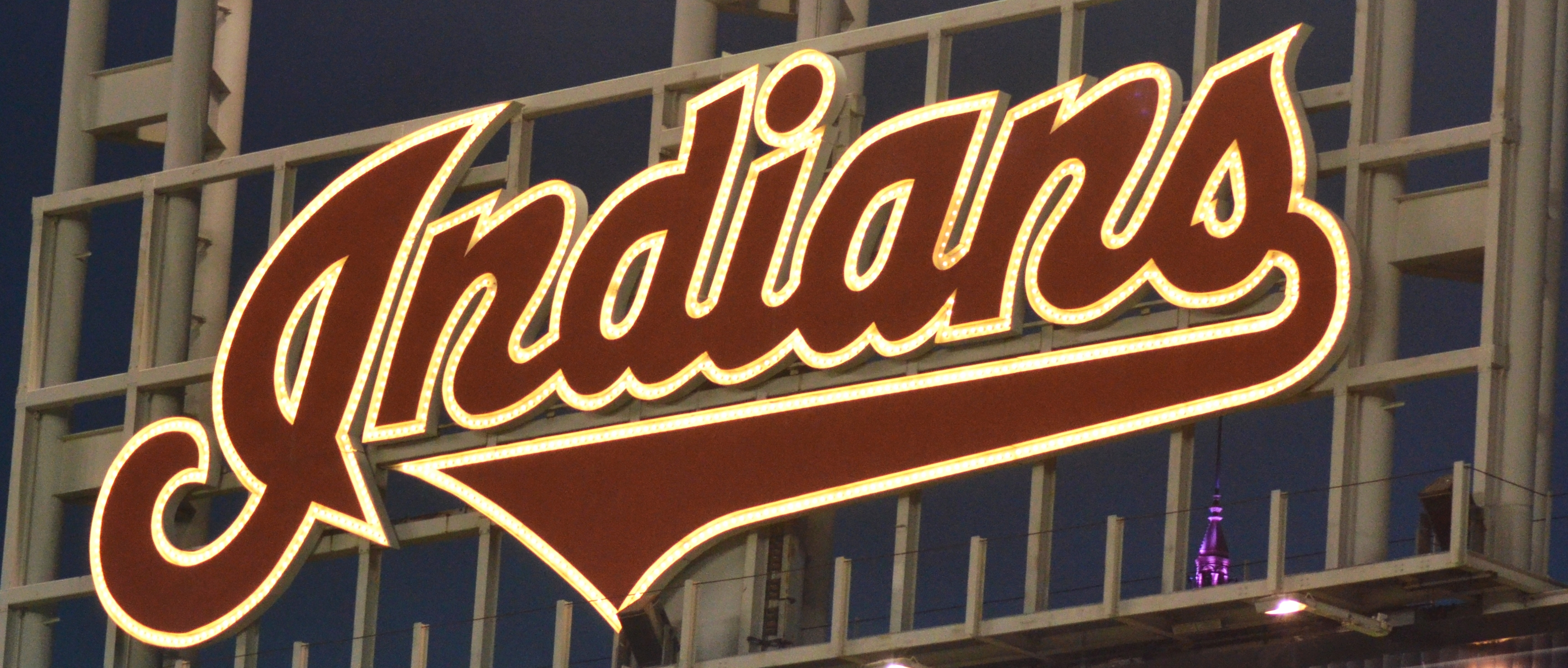
De Cleveland Indians spelen dit seizoen voor het laatst met de naam Indians. Vanaf 2022 gaat men verder als Cleveland Guardians

De Cleveland Indians spelen dit seizoen voor het laatst met deze naam. Dit vanwege een controverse over de 106 jaar oude bijnaam Indians. Deze refereert aan de oorspronkelijke bewoners van de Verenigde Staten en wordt inmiddels door sommige mensen beschouwd als een uiting van racisme. Vanaf 2022 gaat men verder als Cleveland Guardians.
Het stadion van de Milwaukee Brewers kreeg per 1 januari 2021 een andere naam, namelijk American Family Field (voorheen Miller Park).

### American League
Na 162 wedstrijden | Betekenis afkortingen: Gewonnen | Verloren | Gemiddelde | Achterstand

★ Speelt American League Wild Card Game

Eindstand per 3 oktober 2021
American League East
| Team                     | G   | V   | Gem.  | A  | Thuis G - V | Uit G - V |
| ------------------------ | --- | --- | ----- | -- | ----------- | --------- |
| Tampa Bay Rays (AL1)     | 100 | 62  | 0.617 | -  | 52 - 29     | 48 - 33   |
| Boston Red Sox ★ (AL4)   | 92  | 70  | 0.568 | 8  | 49 - 32     | 43 - 38   |
| New York Yankees ★ (AL5) | 92  | 70  | 0.568 | 8  | 46 - 35     | 46 - 35   |
| Toronto Blue Jays        | 91  | 71  | 0.562 | 9  | 47 - 33     | 44 - 38   |
| Baltimore Orioles        | 52  | 110 | 0.321 | 48 | 27 - 54     | 25 - 56   |

American League Central
| Team                    | G  | V  | Gem.  | A  | Thuis G - V | Uit G - V |
| ----------------------- | -- | -- | ----- | -- | ----------- | --------- |
| Chicago White Sox (AL3) | 93 | 69 | 0.574 | -  | 53 - 28     | 40 - 41   |
| Cleveland Indians       | 80 | 82 | 0.494 | 13 | 40 - 41     | 40 - 41   |
| Detroit Tigers          | 77 | 85 | 0.475 | 16 | 42 - 39     | 35 - 46   |
| Kansas City Royals      | 74 | 88 | 0.457 | 19 | 39 - 42     | 35 - 46   |
| Minnesota Twins         | 73 | 89 | 0.451 | 20 | 38 - 43     | 35 - 46   |

American League West
| Team                 | G  | V   | Gem.  | A  | Thuis G - V | Uit G - V |
| -------------------- | -- | --- | ----- | -- | ----------- | --------- |
| Houston Astros (AL2) | 95 | 67  | 0.586 | -  | 51 - 30     | 44 - 37   |
| Seattle Mariners     | 90 | 72  | 0.556 | 5  | 46 - 35     | 44 - 37   |
| Oakland Athletics    | 86 | 76  | 0.531 | 9  | 43 - 38     | 43 - 38   |
| Los Angeles Angels   | 77 | 85  | 0.475 | 18 | 40 - 42     | 37 - 43   |
| Texas Rangers        | 60 | 102 | 0.370 | 35 | 36 - 45     | 24 - 57   |

### National League
Na 162 wedstrijden | Betekenis afkortingen: Gewonnen | Verloren | Gemiddelde | Achterstand

✦ Speelt National League Wild Card Game

Eindstand per 3 oktober 2021
National League East
| Team                  | G  | V  | Gem.  | A   | Thuis G - V | Uit G - V |
| --------------------- | -- | -- | ----- | --- | ----------- | --------- |
| Atlanta Braves (NL3)  | 88 | 73 | 0.547 | -   | 42 - 38     | 46 - 35   |
| Philadelphia Phillies | 82 | 80 | 0.506 | 6½  | 47 - 34     | 35 - 46   |
| New York Mets         | 77 | 85 | 0.475 | 11½ | 47 - 34     | 30 - 51   |
| Miami Marlins         | 67 | 95 | 0.414 | 21½ | 42 - 39     | 25 - 56   |
| Washington Nationals  | 65 | 97 | 0.401 | 23½ | 35 - 46     | 30 - 51   |

National League Central
| Team                        | G  | V   | Gem.  | A  | Thuis G - V | Uit G - V |
| --------------------------- | -- | --- | ----- | -- | ----------- | --------- |
| Milwaukee Brewers (NL2)     | 95 | 67  | 0.586 | -  | 45 - 36     | 50 - 31   |
| St. Louis Cardinals ✦ (NL5) | 90 | 72  | 0.556 | 5  | 45 - 36     | 45 - 36   |
| Cincinnati Reds             | 83 | 79  | 0.512 | 12 | 44 - 37     | 39 - 42   |
| Chicago Cubs                | 71 | 91  | 0.438 | 24 | 39 - 42     | 32 - 49   |
| Pittsburgh Pirates          | 61 | 101 | 0.377 | 34 | 37 - 44     | 24 - 57   |

National League West
| Team                        | G   | V   | Gem.  | A   | Thuis G - V | Uit G - V |
| --------------------------- | --- | --- | ----- | --- | ----------- | --------- |
| San Francisco Giants (NL1)  | 107 | 55  | 0.660 | -   | 54 - 27     | 53 - 28   |
| Los Angeles Dodgers ✦ (NL4) | 106 | 56  | 0.654 | 1   | 58 - 23     | 48 - 33   |
| San Diego Padres            | 79  | 83  | 0.488 | 28  | 45 - 36     | 34 - 47   |
| Colorado Rockies            | 74  | 87  | 0.460 | 32½ | 48 - 33     | 26 - 54   |
| Arizona Diamondbacks        | 52  | 110 | 0.321 | 55  | 32 - 49     | 20 - 61   |

## Postseason Schema
|  | Wild Card Games In 1 wedstrijd (ALWC, NLWC) | Wild Card Games In 1 wedstrijd (ALWC, NLWC) | Wild Card Games In 1 wedstrijd (ALWC, NLWC) |   |                      | Division Series Best of 5 (ALDS, NLDS) | Division Series Best of 5 (ALDS, NLDS) | Division Series Best of 5 (ALDS, NLDS) |  |     | League Championship Series Best of 7 (ALCS, NLCS) | League Championship Series Best of 7 (ALCS, NLCS) | League Championship Series Best of 7 (ALCS, NLCS) |  |     | World Series Best of 7 | World Series Best of 7 | World Series Best of 7 |
|  |                                             |                                             |                                             |   |                      |                                        |                                        |                                        |  |     |                                                   |                                                   |                                                   |  |     |                        |                        |                        |
|  | AL1                                         | Tampa Bay Rays                              | -                                           |   |                      |                                        |                                        |                                        |  |     |                                                   |                                                   |                                                   |  |     |                        |                        |                        |
|  | -                                           | Geplaatst, winnaar AL East                  | -                                           |   |                      |                                        |                                        |                                        |  |     |                                                   |                                                   |                                                   |  |     |                        |                        |                        |
|  | -                                           | Geplaatst, winnaar AL East                  | -                                           |   | AL1                  | Tampa Bay Rays                         | 1                                      |                                        |  |     |                                                   |                                                   |                                                   |  |     |                        |                        |                        |
|  |                                             |                                             |                                             |   | AL1                  | Tampa Bay Rays                         | 1                                      |                                        |  |     |                                                   |                                                   |                                                   |  |     |                        |                        |                        |
|  |                                             | AL4                                         | Boston Red Sox                              | 3 |                      |                                        |                                        |                                        |  |     |                                                   |                                                   |                                                   |  |     |                        |                        |                        |
|  | AL4                                         | AL4                                         | Boston Red Sox                              | 3 | Boston Red Sox       | 1                                      |                                        |                                        |  |     |                                                   |                                                   |                                                   |  |     |                        |                        |                        |
|  | AL4                                         |                                             |                                             |   | Boston Red Sox       | 1                                      |                                        |                                        |  |     |                                                   |                                                   |                                                   |  |     |                        |                        |                        |
|  | AL5                                         | New York Yankees                            | 0                                           |   |                      |                                        |                                        |                                        |  |     |                                                   |                                                   |                                                   |  |     |                        |                        |                        |
|  | AL5                                         | New York Yankees                            | 0                                           |   |                      |                                        |                                        |                                        |  | AL4 | Boston Red Sox                                    | 2                                                 |                                                   |  |     |                        |                        |                        |
|  |                                             |                                             |                                             |   |                      |                                        |                                        |                                        |  | AL4 | Boston Red Sox                                    | 2                                                 |                                                   |  |     |                        |                        |                        |
|  |                                             | AL2                                         | Houston Astros                              | 4 |                      |                                        |                                        |                                        |  |     |                                                   |                                                   |                                                   |  |     |                        |                        |                        |
|  | AL2                                         | AL2                                         | Houston Astros                              | 4 | Houston Astros       | -                                      |                                        |                                        |  |     |                                                   |                                                   |                                                   |  |     |                        |                        |                        |
|  | AL2                                         |                                             |                                             |   | Houston Astros       | -                                      |                                        |                                        |  |     |                                                   |                                                   |                                                   |  |     |                        |                        |                        |
|  | -                                           | Geplaatst, winnaar AL West                  | -                                           |   |                      |                                        |                                        |                                        |  |     |                                                   |                                                   |                                                   |  |     |                        |                        |                        |
|  | -                                           | Geplaatst, winnaar AL West                  | -                                           |   | AL2                  | Houston Astros                         | 3                                      |                                        |  |     |                                                   |                                                   |                                                   |  |     |                        |                        |                        |
|  |                                             |                                             |                                             |   | AL2                  | Houston Astros                         | 3                                      |                                        |  |     |                                                   |                                                   |                                                   |  |     |                        |                        |                        |
|  |                                             | AL3                                         | Chicago White Sox                           | 1 |                      |                                        |                                        |                                        |  |     |                                                   |                                                   |                                                   |  |     |                        |                        |                        |
|  | AL3                                         | AL3                                         | Chicago White Sox                           | 1 | Chicago White Sox    | -                                      |                                        |                                        |  |     |                                                   |                                                   |                                                   |  |     |                        |                        |                        |
|  | AL3                                         |                                             |                                             |   | Chicago White Sox    | -                                      |                                        |                                        |  |     |                                                   |                                                   |                                                   |  |     |                        |                        |                        |
|  | -                                           | Geplaatst, winnaar AL Central               | -                                           |   |                      |                                        |                                        |                                        |  |     |                                                   |                                                   |                                                   |  |     |                        |                        |                        |
|  | -                                           | Geplaatst, winnaar AL Central               | -                                           |   |                      |                                        |                                        |                                        |  |     |                                                   |                                                   |                                                   |  | AL2 | Houston Astros         | 2                      |                        |
|  |                                             |                                             |                                             |   |                      |                                        |                                        |                                        |  |     |                                                   |                                                   |                                                   |  | AL2 | Houston Astros         | 2                      |                        |
|  |                                             | NL3                                         | Atlanta Braves                              | 4 |                      |                                        |                                        |                                        |  |     |                                                   |                                                   |                                                   |  |     |                        |                        |                        |
|  | NL1                                         | NL3                                         | Atlanta Braves                              | 4 | San Francisco Giants | -                                      |                                        |                                        |  |     |                                                   |                                                   |                                                   |  |     |                        |                        |                        |
|  | NL1                                         |                                             |                                             |   | San Francisco Giants | -                                      |                                        |                                        |  |     |                                                   |                                                   |                                                   |  |     |                        |                        |                        |
|  | -                                           | Geplaatst, winnaar NL West                  | -                                           |   |                      |                                        |                                        |                                        |  |     |                                                   |                                                   |                                                   |  |     |                        |                        |                        |
|  | -                                           | Geplaatst, winnaar NL West                  | -                                           |   | NL1                  | San Francisco Giants                   | 2                                      |                                        |  |     |                                                   |                                                   |                                                   |  |     |                        |                        |                        |
|  |                                             |                                             |                                             |   | NL1                  | San Francisco Giants                   | 2                                      |                                        |  |     |                                                   |                                                   |                                                   |  |     |                        |                        |                        |
|  |                                             | NL4                                         | Los Angeles Dodgers                         | 3 |                      |                                        |                                        |                                        |  |     |                                                   |                                                   |                                                   |  |     |                        |                        |                        |
|  | NL4                                         | NL4                                         | Los Angeles Dodgers                         | 3 | Los Angeles Dodgers  | 1                                      |                                        |                                        |  |     |                                                   |                                                   |                                                   |  |     |                        |                        |                        |
|  | NL4                                         |                                             |                                             |   | Los Angeles Dodgers  | 1                                      |                                        |                                        |  |     |                                                   |                                                   |                                                   |  |     |                        |                        |                        |
|  | NL5                                         | St. Louis Cardinals                         | 0                                           |   |                      |                                        |                                        |                                        |  |     |                                                   |                                                   |                                                   |  |     |                        |                        |                        |
|  | NL5                                         | St. Louis Cardinals                         | 0                                           |   |                      |                                        |                                        |                                        |  | NL4 | Los Angeles Dodgers                               | 2                                                 |                                                   |  |     |                        |                        |                        |
|  |                                             |                                             |                                             |   |                      |                                        |                                        |                                        |  | NL4 | Los Angeles Dodgers                               | 2                                                 |                                                   |  |     |                        |                        |                        |
|  |                                             | NL3                                         | Atlanta Braves                              | 4 |                      |                                        |                                        |                                        |  |     |                                                   |                                                   |                                                   |  |     |                        |                        |                        |
|  | NL2                                         | NL3                                         | Atlanta Braves                              | 4 | Milwaukee Brewers    | -                                      |                                        |                                        |  |     |                                                   |                                                   |                                                   |  |     |                        |                        |                        |
|  | NL2                                         |                                             |                                             |   | Milwaukee Brewers    | -                                      |                                        |                                        |  |     |                                                   |                                                   |                                                   |  |     |                        |                        |                        |
|  | -                                           | Geplaatst, Winnaar NL Central               | -                                           |   |                      |                                        |                                        |                                        |  |     |                                                   |                                                   |                                                   |  |     |                        |                        |                        |
|  | -                                           | Geplaatst, Winnaar NL Central               | -                                           |   | NL2                  | Milwaukee Brewers                      | 1                                      |                                        |  |     |                                                   |                                                   |                                                   |  |     |                        |                        |                        |
|  |                                             |                                             |                                             |   | NL2                  | Milwaukee Brewers                      | 1                                      |                                        |  |     |                                                   |                                                   |                                                   |  |     |                        |                        |                        |
|  |                                             | NL3                                         | Atlanta Braves                              | 3 |                      |                                        |                                        |                                        |  |     |                                                   |                                                   |                                                   |  |     |                        |                        |                        |
|  | NL3                                         | NL3                                         | Atlanta Braves                              | 3 | Atlanta Braves       | -                                      |                                        |                                        |  |     |                                                   |                                                   |                                                   |  |     |                        |                        |                        |
|  | NL3                                         |                                             |                                             |   | Atlanta Braves       | -                                      |                                        |                                        |  |     |                                                   |                                                   |                                                   |  |     |                        |                        |                        |
|  | -                                           | Geplaatst, winnaar NL East                  | -                                           |   |                      |                                        |                                        |                                        |  |     |                                                   |                                                   |                                                   |  |     |                        |                        |                        |

## Postseason Uitslagen & Linescores
Afkortingen en termen:

1 t/m 9, of meer Inning | Run (Punt) | Hit (Slag) | Error (Fout) | WP (Winning pitcher ook wel winnende werper. Deze wordt toegewezen aan een werper van het winnende team) | LP (Losing pitcher ook wel verliezende werper. Deze wordt toegewezen aan een werper van het verliezende team) | Save (Wordt toegekend aan een werper die onder bepaalde voorgeschreven omstandigheden een wedstrijd voor het winnende team beëindigt) | HR (Home Run)

### American League Wild Card Game

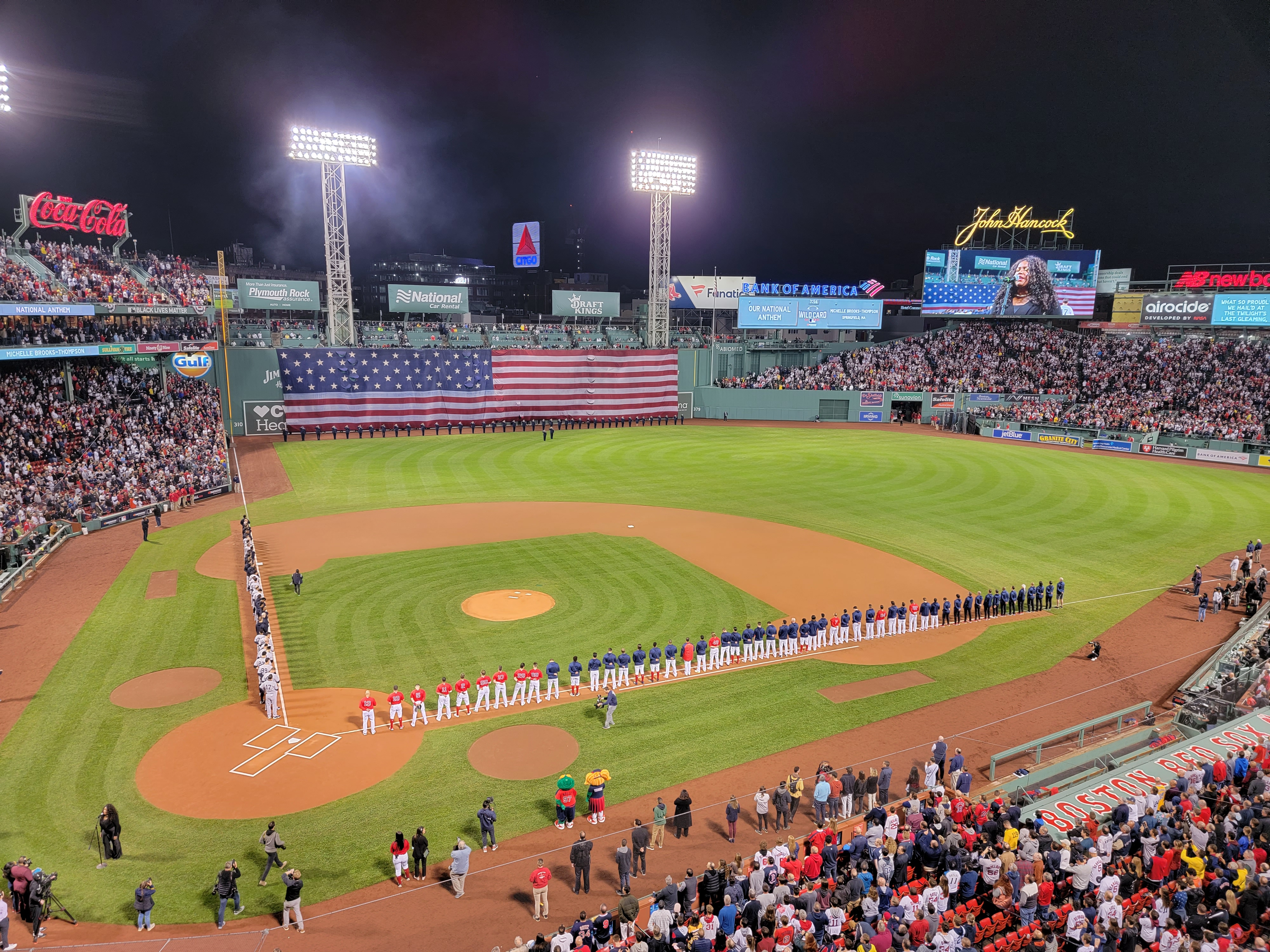
Fenway Park in Boston op 5 oktober 2021 tijdens het volkslied, voorafgaand aan de AL Wild Card wedstrijd

#### Boston Red Sox (AL4) vs. New York Yankees (AL5)
In 1 wedstrijd | Boston Red Sox wint ALWC Game
| Wedstrijd | Datum     | Uitslag                               |
| --------- | --------- | ------------------------------------- |
| 1         | 5 oktober | New York Yankees 2 @ Boston Red Sox 6 |

| Team             | 1 | 2 | 3 | 4 | 5 | 6 | 7 | 8 | 9 | R | H | E |
| ---------------- | - | - | - | - | - | - | - | - | - | - | - | - |
| New York Yankees | 0 | 0 | 0 | 0 | 0 | 1 | 0 | 0 | 1 | 2 | 6 | 0 |
| @ Boston Red Sox | 2 | 0 | 1 | 0 | 0 | 1 | 2 | 0 | X | 6 | 7 | 0 |

WP: Nathan Eovaldi (1 - 0) | LP: Gerrit Cole (0 - 1) |Save: -

HR Yankees: Anthony Rizzo (1), Giancarlo Stanton (1) | HR Red Sox: Xander Bogaerts (1), Kyle Schwarber (1)

Boxscore MLB

### National League Wild Card Game

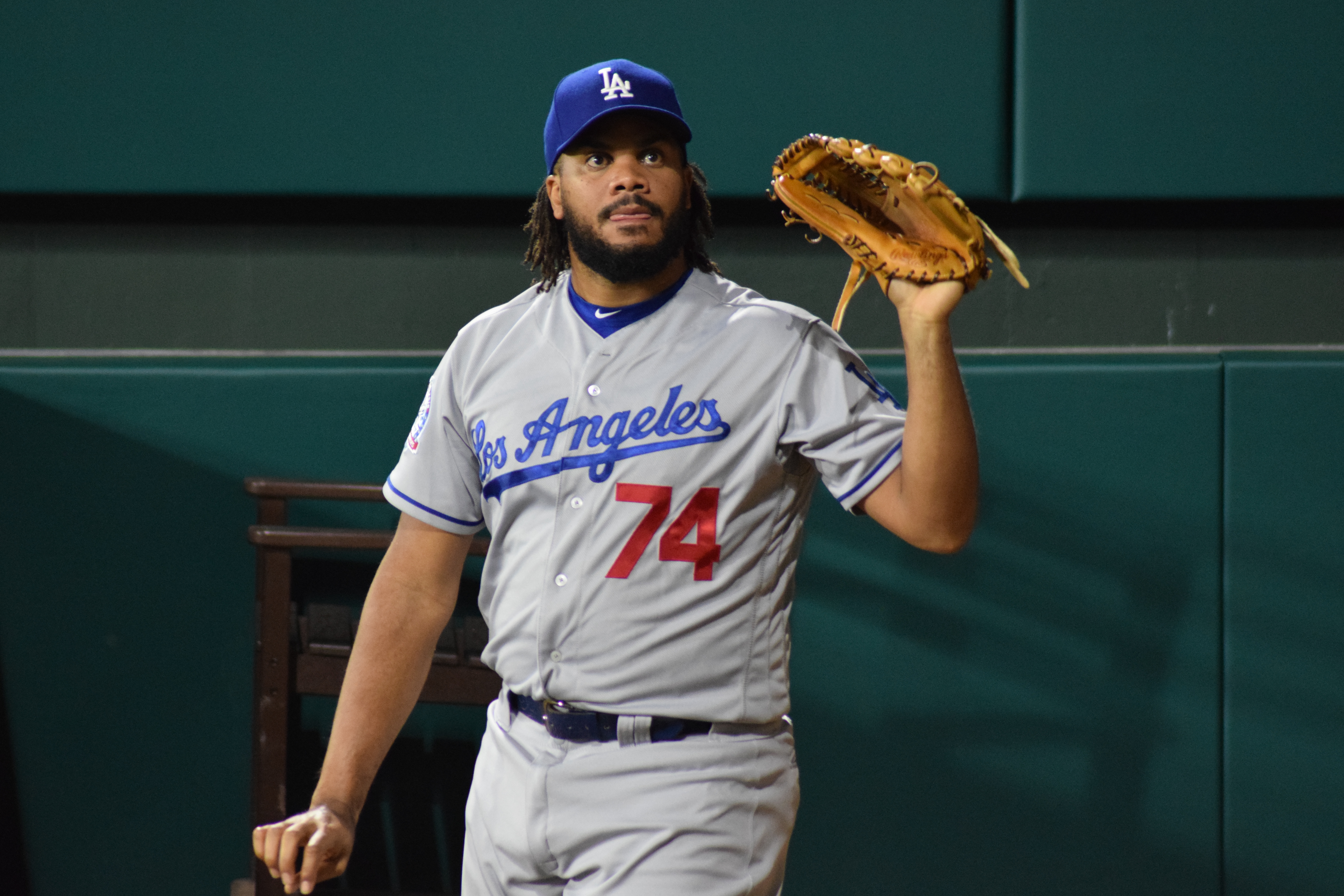
Kenley Jansen, de winnende closing pitcher van de Dodgers in de NL Wild Card wedstrijd

#### Los Angeles Dodgers (NL4) vs. St. Louis Cardinals (NL5)
In 1 wedstrijd | Los Angeles Dodgers wint NLWC Game
| Wedstrijd | Datum     | Uitslag                                       |
| --------- | --------- | --------------------------------------------- |
| 1         | 6 oktober | St. Louis Cardinals 1 @ Los Angeles Dodgers 3 |

NLWC Game

6 oktober 2021 | Dodger Stadium, Los Angeles, Californië

Speelduur: 4 uur 15 min. | 22°C, Gedeeltelijk bewolkt | Toeschouwers: 53.193
| Team                  | 1 | 2 | 3 | 4 | 5 | 6 | 7 | 8 | 9 | R | H | E |
| --------------------- | - | - | - | - | - | - | - | - | - | - | - | - |
| St. Louis Cardinals   | 1 | 0 | 0 | 0 | 0 | 0 | 0 | 0 | 0 | 1 | 5 | 0 |
| @ Los Angeles Dodgers | 0 | 0 | 0 | 1 | 0 | 0 | 0 | 0 | 2 | 3 | 7 | 1 |

WP: Kenley Jansen (1 - 0) | LP: T.J. McFarland (0 - 1) | Save: -

HR Cardinals: - | HR Dodgers: Justin Turner (1), Chris Taylor (1)

Boxscore MLB

### American League Division Series

#### Tampa Bay Rays (AL1) vs. Boston Red Sox (AL4)
Best of 5 | Boston Red Sox wint ALDS met 3 - 1
| Wedstrijd | Datum      | Uitslag                              |
| --------- | ---------- | ------------------------------------ |
| 1         | 7 oktober  | Boston Red Sox 0 @ Tampa Bay Rays 5  |
| 2         | 8 oktober  | Boston Red Sox 14 @ Tampa Bay Rays 6 |
| 3         | 10 oktober | Tampa Bay Rays 4 @ Boston Red Sox 6  |
| 4         | 11 oktober | Tampa Bay Rays 5 @ Boston Red Sox 6  |

ALDS Game 1

7 oktober 2021 | Tropicana Field, St. Petersburg, Florida

Speelduur: 3 uur 6 min. | 22°C, Overdekt stadion | Toeschouwers: 27.419
| Team             | 1 | 2 | 3 | 4 | 5 | 6 | 7 | 8 | 9 | R | H | E |
| ---------------- | - | - | - | - | - | - | - | - | - | - | - | - |
| Boston Red Sox   | 0 | 0 | 0 | 0 | 0 | 0 | 0 | 0 | 0 | 0 | 9 | 0 |
| @ Tampa Bay Rays | 2 | 0 | 1 | 0 | 1 | 0 | 1 | 0 | X | 5 | 6 | 1 |

WP: Shane McClanahan (1 - 0) | LP: Eduardo Rodriguez (0 - 1) | Save: -

HR Red Sox: - | HR Rays: Nelson Cruz (1), Randy Arozarena (1) 

Tampa Bay Rays leidt ALDS met 1 - 0

Boxscore MLB

ALDS Game 2

8 oktober 2021 | Tropicana Field, Tampa, Florida

Speelduur: 3 uur 56 min. | 22°C, Overdekt stadion | Toeschouwers: 37.616
| Team             | 1 | 2 | 3 | 4 | 5 | 6 | 7 | 8 | 9 | R  | H  | E |
| ---------------- | - | - | - | - | - | - | - | - | - | -- | -- | - |
| Boston Red Sox   | 2 | 0 | 2 | 0 | 4 | 0 | 1 | 2 | 3 | 14 | 20 | 0 |
| @ Tampa Bay Rays | 5 | 0 | 0 | 0 | 0 | 1 | 0 | 0 | 0 | 6  | 8  | 0 |

WP: Tanner Houck (1 - 0) | LP: Collin McHugh (0 - 1) | Save: -

HR Red Sox: Xander Bogaerts (1), Alex Verdugo (1), Kike Hernandez (1), J.D. Martinez (1), Rafael Devers (1)

HR Rays: Jordan Luplow (1), Ji Man Choi (1) 

Stand ALDS is 1 - 1

Boxscore MLB

ALDS Game 3

10 oktober 2021 | Fenway Park, Boston, Massachusetts

Speelduur: 5 uur 14 min. | 16°C, Bewolkt | Toeschouwers: 37.224
| Team             | 1 | 2 | 3 | 4 | 5 | 6 | 7 | 8 | 9 | 10 | 11 | 12 | 13 | R | H  | E |
| ---------------- | - | - | - | - | - | - | - | - | - | -- | -- | -- | -- | - | -- | - |
| Tampa Bay Rays   | 2 | 0 | 0 | 0 | 0 | 0 | 0 | 2 | 0 | 0  | 0  | 0  | 0  | 4 | 10 | - |
| @ Boston Red Sox | 1 | 0 | 2 | 0 | 1 | 0 | 0 | 0 | 0 | 0  | 0  | 0  | 2  | 6 | 15 | 1 |

WP: Nick Pivetta (1 - 0) | LP: Luis Patiño (0 - 1) | Save: -

HR Rays: Austin Meadows (1), Wander Franco (1) | HR Red Sox: Kyle Schwarber (1), Kike Hernandez (2), Christian Vazquez (1)

Boston Red Sox leidt ALDS met 2 - 1

Boxscore MLB

ALDS Game 4

11 oktober 2021 | Fenway Park, Boston, Massachusetts

Speelduur: 3 uur 25 min. | 17°C, Helder | Toeschouwers: 38.447
| Team             | 1 | 2 | 3 | 4 | 5 | 6 | 7 | 8 | 9 | R | H  | E |
| ---------------- | - | - | - | - | - | - | - | - | - | - | -- | - |
| Tampa Bay Rays   | 0 | 0 | 0 | 0 | 1 | 2 | 0 | 2 | 0 | 5 | 7  | 1 |
| @ Boston Red Sox | 0 | 0 | 5 | 0 | 0 | 0 | 0 | 0 | 1 | 6 | 12 | 0 |

WP: Garrett Whitlock (1 - 0) | LP: J.P. Feyereisen (0 - 1) | Save: -

HR Rays: Wander Franco (2) | HR Red Sox: Rafael Devers (2)

Boston Red Sox wint ALDS met 3 - 1

Boxscore MLB

#### Houston Astros (AL2) vs. Chicago White Sox (AL3)
Best of 5 | Houston Astros wint ALDS met 3 - 1
| Wedstrijd | Datum      | Uitslag                                 |
| --------- | ---------- | --------------------------------------- |
| 1         | 7 oktober  | Chicago White Sox 1 @ Houston Astros 6  |
| 2         | 8 oktober  | Chicago White Sox 4 @ Houston Astros 9  |
| 3         | 10 oktober | Houston Astros 6 @ Chicago White Sox 12 |
| 4         | 12 oktober | Houston Astros 10 @ Chicago White Sox 1 |

ALDS Game 1

7 oktober 2021 | Minute Maid Park, Houston, Texas

Speelduur: 3 uur 34 min. | 23°C, Dak gesloten | Toeschouwers: 40.497
| Team              | 1 | 2 | 3 | 4 | 5 | 6 | 7 | 8 | 9 | R | H  | E |
| ----------------- | - | - | - | - | - | - | - | - | - | - | -- | - |
| Chicago White Sox | 0 | 0 | 0 | 0 | 0 | 0 | 0 | 1 | 0 | 1 | 7  | 0 |
| @ Houston Astros  | 0 | 1 | 2 | 2 | 1 | 0 | 0 | 0 | X | 6 | 10 | 1 |

WP: Lance McCullers Jr. (1 - 0) | LP: Lance Lynn (0 - 1) | Save: -

HR White Sox: - | HR Astros: Yordan Alvarez (1) 

Houston Astros leidt ALDS met 1 - 0

Boxscore MLB

ALDS Game 2

8 oktober 2021 | Minute Maid Park, Houston, Texas

Speelduur: 3 uur 52 min. | 23°C, Dak gesloten | Toeschouwers: 41.315
| Team              | 1 | 2 | 3 | 4 | 5 | 6 | 7 | 8 | 9 | R | H  | E |
| ----------------- | - | - | - | - | - | - | - | - | - | - | -- | - |
| Chicago White Sox | 1 | 0 | 0 | 0 | 3 | 0 | 0 | 0 | 0 | 4 | 11 | 0 |
| @ Houston Astros  | 0 | 2 | 0 | 0 | 2 | 0 | 5 | 0 | X | 9 | 10 | 0 |

WP: Ryne Stanek (1 - 0) | LP: Aaron Bummer (0 - 1) | Save: -

HR White Sox: - | HR Astros: Kyle Tucker (1)

Houston Astros leidt ALDS met 2 - 0

Boxscore MLB

ALDS Game 3

10 oktober 2021 | Guaranteed Rate Field, Chicago, Illinois

Speelduur: 4 uur 27 min. | 24°C, Gedeeltelijk bewolkt | Toeschouwers: 40.288
| Team                | 1 | 2 | 3 | 4 | 5 | 6 | 7 | 8 | 9 | R  | H  | E |
| ------------------- | - | - | - | - | - | - | - | - | - | -- | -- | - |
| Houston Astros      | 0 | 3 | 2 | 1 | 0 | 0 | 0 | 0 | 0 | 6  | 6  | 1 |
| @ Chicago White Sox | 1 | 0 | 5 | 3 | 0 | 0 | 0 | 3 | X | 12 | 16 | 0 |

WP: Michael Kopech (1 - 0) | LP: Yimi Garcia (0 - 1) | Save: -

HR Astros: Kyle Tucker (2) | HR White Sox: Yasmani Grandal (1), Leury Garcia (1)

Houston Astros leidt ALDS met 2 - 1

Boxscore MLB

ALDS Game 4

12 oktober 2021 | Guaranteed Rate Field, Chicago, Illinois

Speelduur: 4 uur 32 min. | 17°C, Bewolkt | Toeschouwers: 40.170
| Team                | 1 | 2 | 3 | 4 | 5 | 6 | 7 | 8 | 9 | R  | H  | E |
| ------------------- | - | - | - | - | - | - | - | - | - | -- | -- | - |
| Houston Astros      | 0 | 0 | 2 | 3 | 0 | 1 | 0 | 1 | 3 | 10 | 14 | 0 |
| @ Chicago White Sox | 0 | 1 | 0 | 0 | 0 | 0 | 0 | 0 | 0 | 1  | 7  | 1 |

WP: Yimi Garcia (1 - 1) | LP: Carlos Rodon (0 - 1) | Save: -

HR Astros: José Altuve (1) | HR White Sox: Gavin Sheets (1)

Houston Astros wint ALDS met 3 - 1

Boxscore MLB

### National League Division Series

#### San Francisco Giants (NL1) vs. Los Angeles Dodgers (NL4)
Best of 5 | Los Angeles Dodgers wint NLDS met 3 - 2
| Wedstrijd | Datum      | Uitslag                                        |
| --------- | ---------- | ---------------------------------------------- |
| 1         | 8 oktober  | Los Angeles Dodgers 0 @ San Francisco Giants 4 |
| 2         | 9 oktober  | Los Angeles Dodgers 9 @ San Francisco Giants 2 |
| 3         | 11 oktober | San Francisco Giants 1 @ Los Angeles Dodgers 0 |
| 4         | 12 oktober | San Francisco Giants 2 @ Los Angeles Dodgers 7 |
| 5         | 14 oktober | Los Angeles Dodgers 2 @ San Francisco Giants 1 |

NLDS Game 1

8 oktober 2021 | Oracle Park, San Francisco, Californië

Speelduur: 2 uur 39 min. | 14°C, Gedeeltelijk bewolkt | Toeschouwers: 41.934
| Team                   | 1 | 2 | 3 | 4 | 5 | 6 | 7 | 8 | 9 | R | H | E |
| ---------------------- | - | - | - | - | - | - | - | - | - | - | - | - |
| Los Angeles Dodgers    | 0 | 0 | 0 | 0 | 0 | 0 | 0 | 0 | 0 | 0 | 5 | 0 |
| @ San Francisco Giants | 2 | 0 | 0 | 0 | 0 | 0 | 1 | 1 | X | 4 | 7 | 2 |

WP: Logan Webb (1 - 0) | LP: Walker Buehler (0 - 1) | Save: -

HR Dodgers: - | HR Giants: Buster Posey (1), Kris Bryant (1), Brandon Crawford (1)

San Francisco Giants leidt NLDS met 1 - 0 

Boxscore MLB

NLDS Game 2

9 oktober 2021 | Oracle Park, San Francisco, Californië

Speelduur: 3 uur 27 min. | 18°C, Helder | Toeschouwers: 42.275
| Team                   | 1 | 2 | 3 | 4 | 5 | 6 | 7 | 8 | 9 | R | H  | E |
| ---------------------- | - | - | - | - | - | - | - | - | - | - | -- | - |
| Los Angeles Dodgers    | 0 | 2 | 0 | 0 | 0 | 4 | 0 | 3 | 0 | 9 | 11 | 0 |
| @ San Francisco Giants | 0 | 1 | 0 | 0 | 0 | 1 | 0 | 0 | 0 | 2 | 6  | 0 |

WP: Julio Urías (1 - 0) | LP: Kevin Gausman (0 - 1) | Save: -

HR Dodgers: Will Smith (1) | HR Giants: -

Stand NLDS is 1 - 1

Boxscore MLB

NLDS Game 3

11 oktober 2021 | Dodger Stadium, Los Angeles, Californië

Speelduur: 3 uur 8 min. | 19°C, Gedeeltelijk bewolkt | Toeschouwers: 53.299
| Team                  | 1 | 2 | 3 | 4 | 5 | 6 | 7 | 8 | 9 | R | H | E |
| --------------------- | - | - | - | - | - | - | - | - | - | - | - | - |
| San Francisco Giants  | 0 | 0 | 0 | 0 | 1 | 0 | 0 | 0 | 0 | 1 | 3 | 0 |
| @ Los Angeles Dodgers | 0 | 0 | 0 | 0 | 0 | 0 | 0 | 0 | 0 | 0 | 5 | 0 |

WP: Tyler Rogers (1 - 0) | LP: Max Scherzer (0 - 1) | Save: Camilo Doval (1)

HR Giants: Evan Longoria (1) | HR Dodgers: -

San Francisco Giants leidt NLDS met 2 - 1

Boxscore MLB

NLDS Game 4

12 oktober 2021 | Dodger Stadium, Los Angeles, Californië

Speelduur: 3 uur 38 min. | 18°C, Helder | Toeschouwers: 52.935
| Team                  | 1 | 2 | 3 | 4 | 5 | 6 | 7 | 8 | 9 | R | H  | E |
| --------------------- | - | - | - | - | - | - | - | - | - | - | -- | - |
| San Francisco Giants  | 0 | 0 | 0 | 0 | 1 | 0 | 0 | 1 | 0 | 2 | 7  | 1 |
| @ Los Angeles Dodgers | 1 | 1 | 0 | 2 | 1 | 0 | 0 | 2 | X | 7 | 12 | 0 |

WP: Joe Kelly (1 - 0) | LP: Anthony DeSclafani (0 - 1) | Save: -

HR Giants: - | HR Dodgers: Mookie Betts (1), Will Smith (2)

Stand NLDS is 2 - 2

Boxscore MLB

NLDS Game 5

14 oktober 2021 | Oracle Park, San Francisco, Californië

Speelduur: 3 uur 26 min. | 19°C, Helder | Toeschouwers: 42.275
| Team                   | 1 | 2 | 3 | 4 | 5 | 6 | 7 | 8 | 9 | R | H | E |
| ---------------------- | - | - | - | - | - | - | - | - | - | - | - | - |
| Los Angeles Dodgers    | 0 | 0 | 0 | 0 | 0 | 1 | 0 | 0 | 1 | 2 | 8 | 1 |
| @ San Francisco Giants | 0 | 0 | 0 | 0 | 0 | 1 | 0 | 0 | 0 | 1 | 6 | 0 |

WP: Kenley Jansen (1 - 0) | LP: Camilo Doval (0 - 1) | Save: Max Scherzer (1)

HR Dodgers: - | HR Giants: Darin Ruf (1)

Los Angeles Dodgers wint NLDS met 3 - 2

Boxscore MLB

#### Milwaukee Brewers (NL2) vs. Atlanta Braves (NL3)

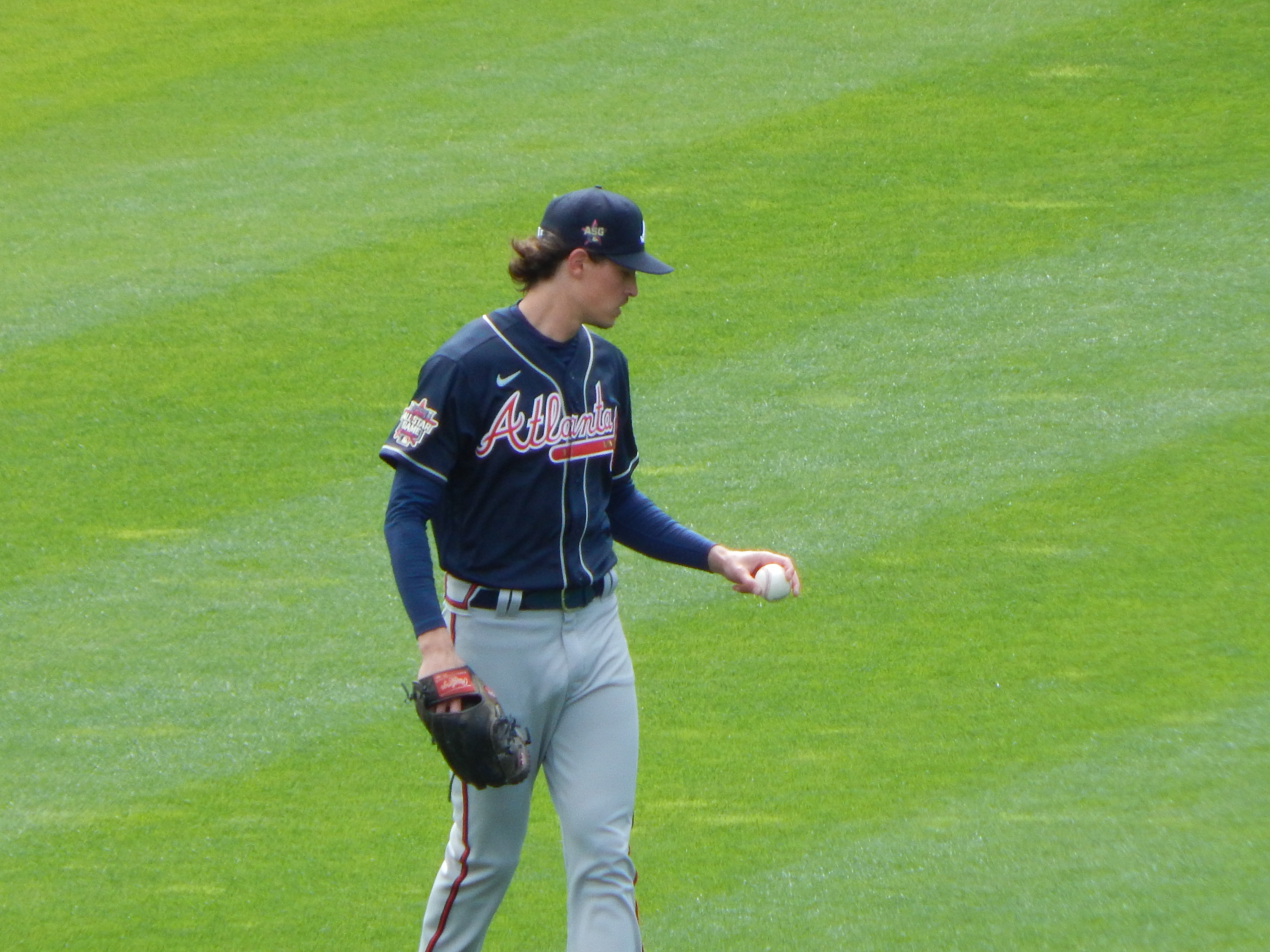
Pitcher (werper) Max Fried van de Braves gooide in de eerste 6 innings van de tweede wedstrijd tegen de Brewers in totaal 9 'strikeouts'

Best of 5 | Atlanta Braves wint NLDS met 3 - 1
| Wedstrijd | Datum      | Uitslag                                |
| --------- | ---------- | -------------------------------------- |
| 1         | 8 oktober  | Atlanta Braves 1 @ Milwaukee Brewers 2 |
| 2         | 9 oktober  | Atlanta Braves 3 @ Milwaukee Brewers 0 |
| 3         | 11 oktober | Milwaukee Brewers 0 @ Atlanta Braves 3 |
| 4         | 12 oktober | Milwaukee Brewers 4 @ Atlanta Braves 5 |

NLDS Game 1

8 oktober 2021 | American Family Field, Milwaukee, Wisconsin

Speelduur: 3 uur 0 min. | 23°C, Dak gesloten | Toeschouwers: 40.852
| Team                | 1 | 2 | 3 | 4 | 5 | 6 | 7 | 8 | 9 | R | H | E |
| ------------------- | - | - | - | - | - | - | - | - | - | - | - | - |
| Atlanta Braves      | 0 | 0 | 0 | 0 | 0 | 0 | 0 | 1 | 0 | 1 | 4 | 0 |
| @ Milwaukee Brewers | 0 | 0 | 0 | 0 | 0 | 0 | 2 | 0 | X | 2 | 5 | 0 |

WP: Adrian Houser (1 - 0) | LP: Charlie Morton (0 - 1) | Save: Josh Hader (1)

HR Braves: Joc Pederson (1) | HR Brewers: Rowdy Tellez (1)

Milwaukee Brewers leidt NLDS met 1 - 0

Boxscore MLB

NLDS Game 2

9 oktober 2021 | American Family Field, Milwaukee, Wisconsin

Speelduur: 3 uur 23 min. | 22°C, Gedeeltelijk bewolkt  | Toeschouwers: 43.812
| Team                | 1 | 2 | 3 | 4 | 5 | 6 | 7 | 8 | 9 | R | H | E |
| ------------------- | - | - | - | - | - | - | - | - | - | - | - | - |
| Atlanta Braves      | 0 | 0 | 2 | 0 | 0 | 1 | 0 | 0 | 0 | 3 | 7 | 0 |
| @ Milwaukee Brewers | 0 | 0 | 0 | 0 | 0 | 0 | 0 | 0 | 0 | 0 | 6 | 0 |

WP: Max Fried (1 - 0) | LP: Brandon Woodruff (0 - 1) | Save: Will Smith (1)

HR Braves: Austin Riley (1) | HR Brewers: -

Stand NLDS is 1 - 1 

Boxscore MLB

NLDS Game 3

11 oktober 2021 | Truist Park, Atlanta, Georgia

Speelduur: 3 uur 20 min. | 24°C, Gedeeltelijk bewolkt | Toeschouwers: 41.479
| Team              | 1 | 2 | 3 | 4 | 5 | 6 | 7 | 8 | 9 | R | H | E |
| ----------------- | - | - | - | - | - | - | - | - | - | - | - | - |
| Milwaukee Brewers | 0 | 0 | 0 | 0 | 0 | 0 | 0 | 0 | 0 | 0 | 5 | 0 |
| @ Atlanta Braves  | 0 | 0 | 0 | 0 | 3 | 0 | 0 | 0 | X | 3 | 8 | 0 |

WP: Ian Anderson (1 - 0) | LP: Adrian Houser (1 - 1) | Save: Will Smith (2)

HR Brewers: - | HR Braves: Joc Pederson (2)

Atlanta Braves leidt NLDS met 2 - 1

Boxscore MLB

NLDS Game 4

12 oktober 2021 | Truist Park Park, Atlanta, Georgia

Speelduur: 3 uur 63 min. | 24°C, Gedeeltelijk bewolkt | Toeschouwers: 40.195
| Team              | 1 | 2 | 3 | 4 | 5 | 6 | 7 | 8 | 9 | R | H  | E |
| ----------------- | - | - | - | - | - | - | - | - | - | - | -- | - |
| Milwaukee Brewers | 0 | 0 | 0 | 2 | 2 | 0 | 0 | 0 | 0 | 4 | 8  | 0 |
| @ Atlanta Braves  | 0 | 0 | 0 | 2 | 2 | 0 | 0 | 1 | X | 5 | 11 | 1 |

WP: Tyler Matzek (1 - 0) | LP: Josh Hader (0 - 1) | Save: Will Smith (3)

HR Brewers: Rowdy Tellez (2) | HR Braves: Freddie Freeman (1)

Atlanta Braves wint NLDS met 3 - 1

Boxscore MLB

### American League Championship Series

#### Boston Red Sox (AL4) vs. Houston Astros (AL2)

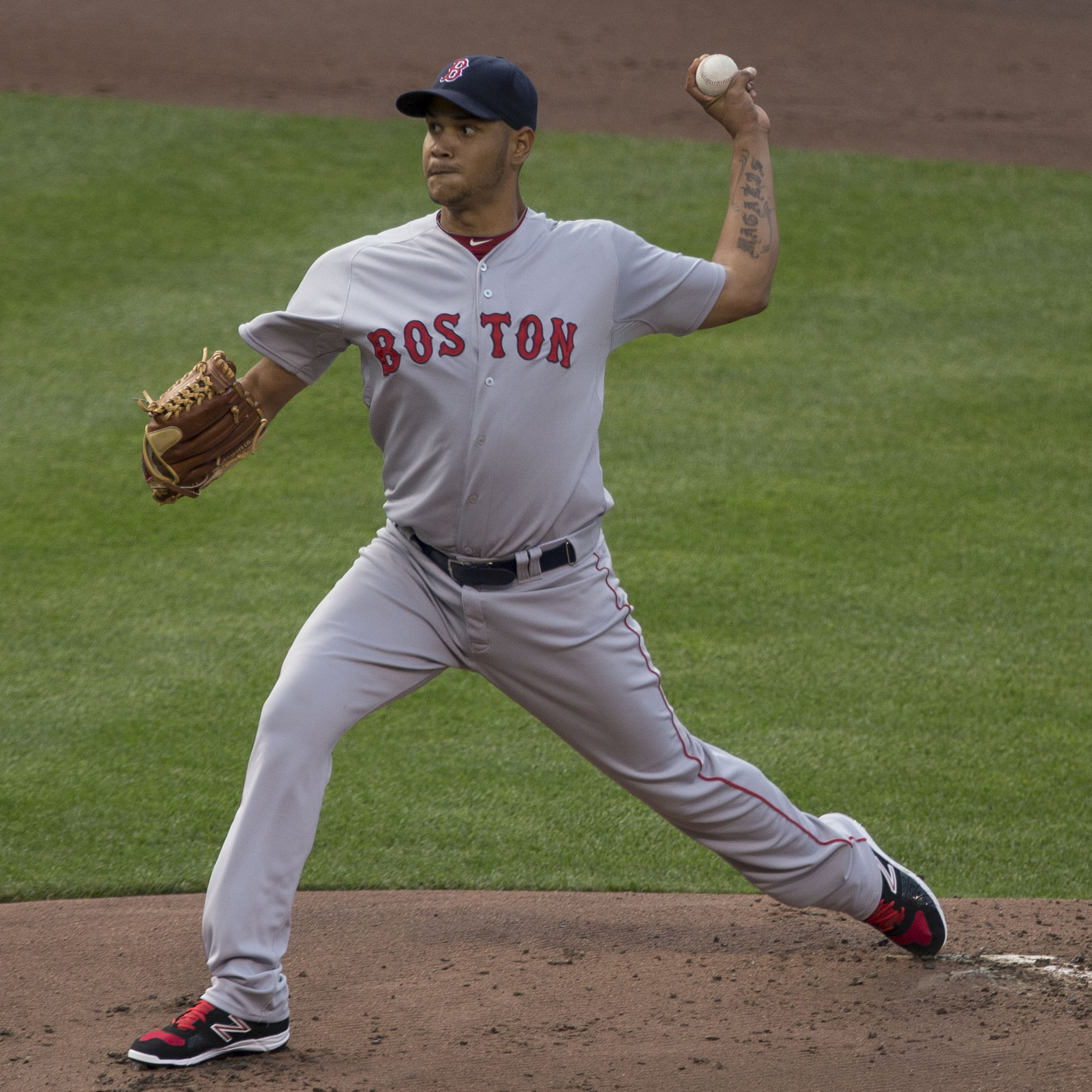
Eduardo Rodríguez van de Red Sox, de winnende pitcher van Game 3

|                |  |                |
| Boston Red Sox |  | Houston Astros |

| Wedstrijd | Datum      | Uitslag                              | Speeltijd | Toeschouwers |
| --------- | ---------- | ------------------------------------ | --------- | ------------ |
| 1         | 15 oktober | Boston Red Sox 4 @ Houston Astros 5  | 4:07      | 40.534       |
| 2         | 16 oktober | Boston Red Sox 9 @ Houston Astros 5  | 4:08      | 41.476       |
| 3         | 18 oktober | Houston Astros 3 @ Boston Red Sox 12 | 3:16      | 37.603       |
| 4         | 19 oktober | Houston Astros 9 @ Boston Red Sox 2  | 4:04      | 38.010       |
| 5         | 20 oktober | Houston Astros 9 @ Boston Red Sox 1  | 3:32      | 37.599       |
| 6         | 22 oktober | Boston Red Sox 0 @ Houston Astros 5  | 3:28      | 42.718       |

| Team             | 1 | 2 | 3 | 4 | 5 | 6 | 7 | 8 | 9 | R | H  | E |
| ---------------- | - | - | - | - | - | - | - | - | - | - | -- | - |
| Boston Red Sox   | 0 | 0 | 3 | 0 | 0 | 0 | 0 | 0 | 1 | 4 | 10 | 0 |
| @ Houston Astros | 1 | 0 | 0 | 0 | 0 | 2 | 1 | 1 | X | 5 | 11 | 1 |

| Info ALCS Game 1                                                                                         |
| --- |
| WP (Astros): Ryne Stanek (1 - 0) / LP (Red Sox): Hansel Robles (0 - 1) / Save (Astros): Ryan Pressly (1) |
| HR Red Sox: Kiké Hernández 2 (2)                                                                         |
| HR Astros: José Altuve (1), Carlos Correa (1)                                                            |
| Houston Astros leidt ALCS met 1 - 0                                                                      |
| Boxscore MLB                                                                                             |

| |  |  |
| De Red Sox sloegen twee grand slams door J.D. Martinez (links) en Rafael Devers (rechts) in Game 2 |  |  |

| Team             | 1 | 2 | 3 | 4 | 5 | 6 | 7 | 8 | 9 | R | H  | E |
| ---------------- | - | - | - | - | - | - | - | - | - | - | -- | - |
| Boston Red Sox   | 4 | 4 | 0 | 1 | 0 | 0 | 0 | 0 | 0 | 9 | 11 | 0 |
| @ Houston Astros | 0 | 0 | 0 | 3 | 0 | 0 | 0 | 0 | 2 | 5 | 8  | 0 |

| Info ALCS Game 2                                                                  |
| --------------------------------------------------------------------------------- |
| WP (Red Sox): Nathan Eovaldi (1 - 0) / LP (Astros): Luis García (0 - 1) / Save: - |
| HR Red Sox: J.D. Martinez (1), Rafael Devers (1), Kiké Hernández (3)              |
| HR Astros: Yuli Gurriel (1), Jason Castro (1)                                     |
| Stand ALCS is 1 - 1                                                               |
| Boxscore MLB                                                                      |

| Team             | 1 | 2 | 3 | 4 | 5 | 6 | 7 | 8 | 9 | R  | H  | E |
| ---------------- | - | - | - | - | - | - | - | - | - | -- | -- | - |
| Houston Astros   | 0 | 0 | 0 | 3 | 0 | 0 | 0 | 0 | 0 | 3  | 5  | 2 |
| @ Boston Red Sox | 0 | 6 | 3 | 0 | 0 | 2 | 0 | 1 | X | 12 | 11 | 0 |

| Info ALCS Game 3                                                                           |
| ------------------------------------------------------------------------------------------ |
| WP (Red Sox): Eduardo Rodríguez (1 - 0) / LP (Astros): José Urquidy (0 - 1) / Save: -      |
| HR Astros: Kyle Tucker (1)                                                                 |
| HR Red Sox: Kyle Schwarber (1), Christian Arroyo (1), J.D. Martinez (2), Rafael Devers (2) |
| Boston Red Sox leidt ALCS met 2 - 1                                                        |
| Boxscore MLB                                                                               |

| Team             | 1 | 2 | 3 | 4 | 5 | 6 | 7 | 8 | 9 | R | H  | E |
| ---------------- | - | - | - | - | - | - | - | - | - | - | -- | - |
| Houston Astros   | 1 | 0 | 0 | 0 | 0 | 0 | 0 | 1 | 7 | 9 | 12 | 1 |
| @ Boston Red Sox | 2 | 0 | 0 | 0 | 0 | 0 | 0 | 0 | 0 | 2 | 5  | 2 |

| Info ALCS Game 4                                                                       |
| -------------------------------------------------------------------------------------- |
| WP (Astros): Kendall Graveman (1 - 0) / LP (Red Sox): Nathan Eovaldi (1 - 1) / Save: - |
| HR Astros: Alex Bregman (1), José Altuve (2)                                           |
| HR Red Sox: Xander Bogaerts (1)                                                        |
| Stand ALCS is 2 - 2                                                                    |
| Boxscore MLB                                                                           |

| Team             | 1 | 2 | 3 | 4 | 5 | 6 | 7 | 8 | 9 | R | H  | E |
| ---------------- | - | - | - | - | - | - | - | - | - | - | -- | - |
| Houston Astros   | 0 | 1 | 0 | 0 | 0 | 5 | 1 | 0 | 2 | 9 | 11 | 0 |
| @ Boston Red Sox | 0 | 0 | 0 | 0 | 0 | 0 | 1 | 0 | 0 | 1 | 3  | 2 |

| Info ALCS Game 5                                                                 |
| -------------------------------------------------------------------------------- |
| WP (Astros): Framber Valdez (1 - 0) / LP (Red Sox): Chris Sale (0 - 1) / Save: - |
| HR Astros: Yordan Alvarez (1)                                                    |
| HR Red Sox: Rafael Devers (3)                                                    |
| Houston Astros leidt ALCS met 3 - 2                                              |
| Boxscore MLB                                                                     |

| Team             | 1 | 2 | 3 | 4 | 5 | 6 | 7 | 8 | 9 | R | H  | E |
| ---------------- | - | - | - | - | - | - | - | - | - | - | -- | - |
| Boston Red Sox   | 0 | 0 | 0 | 0 | 0 | 0 | 0 | 0 | 0 | 0 | 2  | 0 |
| @ Houston Astros | 1 | 0 | 0 | 0 | 0 | 1 | 0 | 3 | X | 5 | 10 | 0 |

| Info ALCS Game 6                                                                  |
| --------------------------------------------------------------------------------- |
| WP (Astros): Luis García (1 - 1) / LP (Red Sox): Nathan Eovaldi (1 - 2) / Save: - |
| HR Red Sox: -                                                                     |
| HR Astros: Kyle Tucker (1)                                                        |
| Houston Astros wint ALCS met 4 - 2                                                |
| Boxscore MLB                                                                      |

### National League Championship Series

#### Los Angeles Dodgers (NL4) vs. Atlanta Braves (NL3)
|                     |  |                |
| Los Angeles Dodgers |  | Atlanta Braves |

| Wedstrijd | Datum      | Uitslag                                   | Speeltijd | Toeschouwers |
| --------- | ---------- | ----------------------------------------- | --------- | ------------ |
| 1         | 16 oktober | Los Angeles Dodgers 2 @ Atlanta Braves 3  | 3:04      | 41.815       |
| 2         | 17 oktober | Los Angeles Dodgers 4 @ Atlanta Braves 5  | 3:56      | 41.873       |
| 3         | 19 oktober | Atlanta Braves 5 @ Los Angeles Dodgers 6  | 4:14      | 51.307       |
| 4         | 20 oktober | Atlanta Braves 9 @ Los Angeles Dodgers 2  | 3:24      | 53.025       |
| 5         | 21 oktober | Atlanta Braves 2 @ Los Angeles Dodgers 11 | 3:33      | 51.363       |
| 6         | 23 oktober | Los Angeles Dodgers 2 @ Atlanta Braves 4  | 3:32      | 43.060       |

| Team                | 1 | 2 | 3 | 4 | 5 | 6 | 7 | 8 | 9 | R | H  | E |
| ------------------- | - | - | - | - | - | - | - | - | - | - | -- | - |
| Los Angeles Dodgers | 0 | 1 | 0 | 1 | 0 | 0 | 0 | 0 | 0 | 2 | 10 | 0 |
| @ Atlanta Braves    | 1 | 0 | 0 | 1 | 0 | 0 | 0 | 0 | 1 | 3 | 6  | 0 |

| Info NLCS Game 1                                                                |
| ------------------------------------------------------------------------------- |
| WP (Braves): Will Smith (1 - 0) / LP (Dodgers): Blake Treinen (0 - 1) / Save: - |
| HR Dodgers: Will Smith (1)                                                      |
| HR Braves: Austin Riley (1)                                                     |
| Atlanta Braves leidt NLCS met 1 - 0                                             |
| Boxscore MLB                                                                    |

| Team                | 1 | 2 | 3 | 4 | 5 | 6 | 7 | 8 | 9 | R | H  | E |
| ------------------- | - | - | - | - | - | - | - | - | - | - | -- | - |
| Los Angeles Dodgers | 2 | 0 | 0 | 0 | 0 | 0 | 2 | 0 | 0 | 4 | 4  | 0 |
| @ Atlanta Braves    | 0 | 0 | 0 | 2 | 0 | 0 | 0 | 2 | 1 | 5 | 10 | 0 |

| Info NLCS Game 2                                                                   |
| ---------------------------------------------------------------------------------- |
| WP (Braves): Will Smith (2 - 0) / LP (Dodgers): Brusdar Graterol (0 - 1) / Save: - |
| HR Dodgers: Corey Seager (1)                                                       |
| HR Braves: Joc Pederson (1)                                                        |
| Atlanta Braves leidt NLCS met 2 - 0                                                |
| Boxscore MLB                                                                       |

| Team                  | 1 | 2 | 3 | 4 | 5 | 6 | 7 | 8 | 9 | R | H  | E |
| --------------------- | - | - | - | - | - | - | - | - | - | - | -- | - |
| Atlanta Braves        | 0 | 0 | 0 | 4 | 1 | 0 | 0 | 0 | 0 | 5 | 12 | 0 |
| @ Los Angeles Dodgers | 2 | 0 | 0 | 0 | 0 | 0 | 0 | 2 | X | 6 | 10 | 0 |

| Info NLCS Game 3                                                                                            |
| --- |
| WP (Dodgers): Tony Gonsolin (1 - 0) / LP (Braves): Luke Jackson (0 - 1) / Save (Dodgers): Kenley Jansen (1) |
| HR Braves: -                                                                                                |
| HR Dodgers: Corey Seager (2), Cody Bellinger (1)                                                            |
| Atlanta Braves leidt NLCS met 2 - 1                                                                         |
| Boxscore MLB                                                                                                |

| Team                  | 1 | 2 | 3 | 4 | 5 | 6 | 7 | 8 | 9 | R | H  | E |
| --------------------- | - | - | - | - | - | - | - | - | - | - | -- | - |
| Atlanta Braves        | 0 | 2 | 2 | 0 | 1 | 0 | 0 | 0 | 4 | 9 | 12 | 0 |
| @ Los Angeles Dodgers | 0 | 0 | 0 | 0 | 2 | 0 | 0 | 0 | 0 | 2 | 4  | 1 |

| Info NLCS Game 4                                                              |
| ----------------------------------------------------------------------------- |
| WP (Braves): Drew Smyly (1 - 0) / LP (Dodgers): Julio Urías (0 - 1) / Save: - |
| HR Braves: Eddie Rosario 2 (2), Adam Duvall (1), Freddie Freeman (1)          |
| HR Dodgers: -                                                                 |
| Atlanta Braves leidt NLCS met 3 - 1                                           |
| Boxscore MLB                                                                  |

| Team                  | 1 | 2 | 3 | 4 | 5 | 6 | 7 | 8 | 9 | R  | H  | E |
| --------------------- | - | - | - | - | - | - | - | - | - | -- | -- | - |
| Atlanta Braves        | 2 | 0 | 0 | 0 | 0 | 0 | 0 | 0 | 0 | 2  | 5  | 0 |
| @ Los Angeles Dodgers | 0 | 3 | 1 | 0 | 2 | 0 | 1 | 4 | X | 11 | 17 | 0 |

| Info NLCS Game 5                                                               |
| ------------------------------------------------------------------------------ |
| WP (Dodgers): Evan Phillips (1 - 0) / LP (Braves): Max Fried (0 - 1) / Save: - |
| HR Braves: Freddie Freeman (2)                                                 |
| HR Dodgers: A.J. Pollock 2 (2), Chris Taylor 3 (3)                             |
| Atlanta Braves leidt NLCS met 3 - 2                                            |
| Boxscore MLB                                                                   |

| Team                | 1 | 2 | 3 | 4 | 5 | 6 | 7 | 8 | 9 | R | H | E |
| ------------------- | - | - | - | - | - | - | - | - | - | - | - | - |
| Los Angeles Dodgers | 0 | 0 | 0 | 1 | 0 | 0 | 1 | 0 | 0 | 2 | 5 | 0 |
| @ Atlanta Braves    | 1 | 0 | 0 | 3 | 0 | 0 | 0 | 0 | X | 4 | 9 | 0 |

| Info NLCS Game 6                                                                                         |
| --- |
| WP (Braves): Tyler Matzek (1 - 0) / LP (Dodgers): Walker Buehler (0 - 1) / Save (Braves): Will Smith (1) |
| HR Dodgers: -                                                                                            |
| HR Braves: Eddie Rosario (3)                                                                             |
| Atlanta Braves wint NLCS met 4 - 2                                                                       |
| Boxscore MLB                                                                                             |

### World Series

#### Houston Astros (AL2) vs. Atlanta Braves (NL3)
|                |  |                |
| Houston Astros |  | Atlanta Braves |

| Wedstrijd | Datum      | Uitslag                             | Speeltijd | Toeschouwers |
| --------- | ---------- | ----------------------------------- | --------- | ------------ |
| 1         | 26 oktober | Atlanta Braves 6 @ Houston Astros 2 | 4:06      | 42.825       |
| 2         | 27 oktober | Atlanta Braves 2 @ Houston Astros 7 | 3:11      | 42.833       |
| 3         | 29 oktober | Houston Astros 0 @ Atlanta Braves 2 | 3:24      | 42.898       |
| 4         | 30 oktober | Houston Astros 2 @ Atlanta Braves 3 | 3:45      | 43.125       |
| 5         | 31 oktober | Houston Astros 9 @ Atlanta Braves 5 | 4:00      | 43.122       |
| 6         | 2 november | Atlanta Braves 7 @ Houston Astros 0 | 3:22      | 42.868       |

| Team             | 1 | 2 | 3 | 4 | 5 | 6 | 7 | 8 | 9 | R | H  | E |
| ---------------- | - | - | - | - | - | - | - | - | - | - | -- | - |
| Atlanta Braves   | 2 | 1 | 2 | 0 | 0 | 0 | 0 | 1 | 0 | 6 | 12 | 1 |
| @ Houston Astros | 0 | 0 | 0 | 1 | 0 | 0 | 0 | 1 | 0 | 2 | 8  | 1 |

| Info WS Game 1                                                                   |
| -------------------------------------------------------------------------------- |
| WP (Braves): A.J. Minter (1 - 0) / LP (Astros): Framber Valdez (0 - 1) / Save: - |
| HR Braves: Jorge Soler (1), Adam Duvall (1)                                      |
| HR Astros: -                                                                     |
| Atlanta Braves leidt WS met 1 - 0                                                |
| Boxscore MLB                                                                     |

| Team             | 1 | 2 | 3 | 4 | 5 | 6 | 7 | 8 | 9 | R | H | E |
| ---------------- | - | - | - | - | - | - | - | - | - | - | - | - |
| Atlanta Braves   | 0 | 1 | 0 | 0 | 1 | 0 | 0 | 0 | 0 | 2 | 7 | 2 |
| @ Houston Astros | 1 | 4 | 0 | 0 | 0 | 1 | 1 | 0 | X | 7 | 9 | 0 |

| Info WS Game 2                                                               |
| ---------------------------------------------------------------------------- |
| WP (Astros): José Urquidy (1 - 0) / LP (Braves): Max Fried (0 - 1) / Save: - |
| HR Braves: Travis d'Arnaud (1)                                               |
| HR Astros: José Altuve (1)                                                   |
| Stand WS is 1 - 1                                                            |
| Boxscore MLB                                                                 |

| Team             | 1 | 2 | 3 | 4 | 5 | 6 | 7 | 8 | 9 | R | H | E |
| ---------------- | - | - | - | - | - | - | - | - | - | - | - | - |
| Houston Astros   | 0 | 0 | 0 | 0 | 0 | 0 | 0 | 0 | 0 | 0 | 2 | 0 |
| @ Atlanta Braves | 0 | 0 | 1 | 0 | 0 | 0 | 0 | 1 | X | 2 | 6 | 1 |

| Info WS Game 3                                                                                       |
| --- |
| WP (Braves): Ian Anderson (1 - 0) / LP (Astros): Luis García (0 - 1) / Save (Braves): Will Smith (1) |
| HR Astros: -                                                                                         |
| HR Braves: Travis d'Arnaud (2)                                                                       |
| Atlanta Braves leidt WS met 2 - 1                                                                    |
| Boxscore MLB                                                                                         |

| Team             | 1 | 2 | 3 | 4 | 5 | 6 | 7 | 8 | 9 | R | H | E |
| ---------------- | - | - | - | - | - | - | - | - | - | - | - | - |
| Houston Astros   | 1 | 0 | 0 | 1 | 0 | 0 | 0 | 0 | 0 | 2 | 8 | 0 |
| @ Atlanta Braves | 0 | 0 | 0 | 0 | 0 | 1 | 2 | 0 | X | 3 | 8 | 1 |

| Info WS Game 4                                                                                           |
| --- |
| WP (Braves): Tyler Matzek (1 - 0) / LP (Astros): Cristian Javier (0 - 1) / Save (Braves): Will Smith (2) |
| HR Astros: José Altuve (2)                                                                               |
| HR Braves: Dansby Swanson (1), Jorge Soler (2)                                                           |
| Atlanta Braves leidt WS met 3 - 1                                                                        |
| Boxscore MLB                                                                                             |

| Team             | 1 | 2 | 3 | 4 | 5 | 6 | 7 | 8 | 9 | R | H  | E |
| ---------------- | - | - | - | - | - | - | - | - | - | - | -- | - |
| Houston Astros   | 0 | 2 | 2 | 0 | 3 | 0 | 1 | 1 | 0 | 9 | 12 | 0 |
| @ Atlanta Braves | 4 | 0 | 1 | 0 | 0 | 0 | 0 | 0 | 0 | 5 | 8  | 1 |

| Info WS Game 5                                                                 |
| ------------------------------------------------------------------------------ |
| WP (Astros): José Urquidy (2 - 0) / LP (Braves): A.J. Minter (1 - 1) / Save: - |
| HR Astros: -                                                                   |
| HR Braves: Adam Duvall (2), Freddie Freeman (1)                                |
| Atlanta Braves leidt WS met 3 - 2                                              |
| Boxscore MLB                                                                   |

| Team             | 1 | 2 | 3 | 4 | 5 | 6 | 7 | 8 | 9 | R | H | E |
| ---------------- | - | - | - | - | - | - | - | - | - | - | - | - |
| Atlanta Braves   | 0 | 0 | 3 | 0 | 3 | 0 | 1 | 0 | 0 | 7 | 7 | 1 |
| @ Houston Astros | 0 | 0 | 0 | 0 | 0 | 0 | 0 | 0 | 0 | 0 | 6 | 0 |

| Info WS Game 6                                                              |
| --------------------------------------------------------------------------- |
| WP (Braves): Max Fried (1 - 1) / LP (Astros): Luis García (0 - 2) / Save: - |
| HR Braves: Jorge Soler (3), Dansby Swanson (2), Freddie Freeman (2)         |
| HR Astros: -                                                                |
| Atlanta Braves winnen WS met 4 - 2                                          |
| Boxscore MLB                                                                |